# 皿沼
皿沼（さらぬま）は、東京都足立区西部の地名。住居表示実施済みで、現行行政地名は皿沼一丁目から皿沼三丁目。
隣接する地域は、北は入谷、東は西伊興、南は谷在家および鹿浜、西は加賀。

## 地理
足立区北西部に位置する長方形型をした町である。町域の西側が皿沼一丁目、東側南部が皿沼二丁目、東側北部が皿沼三丁目であり、土地区画整理事業が行き届いた整然とした町並みが広がる。町域の北東部には東京都立舎人公園の広大な緑地帯が広がり、江北北部緑道と合わせて緑の豊かな町を形成している。

### 地価
住宅地の地価は、2025年（令和7年）1月1日の公示地価によれば、皿沼1-16-17の地点で25万9000円/m2となっている。

## 地名
「皿沼」の「サラ」とは「新しい・浅瀬・開墾地・乾地」という意味があり、そのような場所にあった「ヌマ」（沼沢地・湿地帯）であったという。
1975年（昭和50年）の住居表示実施までは、隣接する加賀とともに「加賀皿沼町」という一つの町を形成しており、両者の関係は歴史的にも地域的にも極めて密接なものであった。

## 世帯数と人口
2025年（令和7年）1月1日現在（足立区発表）の世帯数と人口は以下の通りである。
| 丁目       | 世帯数    | 人口    |
| ---------- | --------- | ------- |
| 皿沼一丁目 | 767世帯   | 1,479人 |
| 皿沼二丁目 | 796世帯   | 1,476人 |
| 皿沼三丁目 | 599世帯   | 1,157人 |
| 計         | 2,162世帯 | 4,112人 |

### 人口の変遷
国勢調査による人口の推移。
| 年                 | 人口  |
| ------------------ | ----- |
| 1995年（平成7年）  | 2,712 |
| 2000年（平成12年） | 2,816 |
| 2005年（平成17年） | 3,080 |
| 2010年（平成22年） | 3,510 |
| 2015年（平成27年） | 3,621 |
| 2020年（令和2年）  | 3,908 |

### 世帯数の変遷
国勢調査による世帯数の推移。
| 年                 | 世帯数 |
| ------------------ | ------ |
| 1995年（平成7年）  | 893    |
| 2000年（平成12年） | 998    |
| 2005年（平成17年） | 1,143  |
| 2010年（平成22年） | 1,494  |
| 2015年（平成27年） | 1,551  |
| 2020年（令和2年）  | 1,825  |

## 学区
区立小・中学校に通う場合、学区は以下の通りとなる（2023年4月時点）。なお、足立区では学校選択制度を導入しており、区内全域から選択することが可能。ただし、小学校に関しては、2018年（平成30年）度から学区域または学区域に隣接する学校のみの選択になる。
- 区域 : 一丁目、二丁目、三丁目　各全域
  - 小学校 : 足立区立皿沼小学校
  - 中学校 : 足立区立加賀中学校

## 事業所
2021年（令和3年）現在の経済センサス調査による事業所数と従業員数は以下の通りである。
| 丁目       | 事業所数  | 従業員数 |
| ---------- | --------- | -------- |
| 皿沼一丁目 | 73事業所  | 499人    |
| 皿沼二丁目 | 54事業所  | 621人    |
| 皿沼三丁目 | 57事業所  | 433人    |
| 計         | 184事業所 | 1,553人  |

### 事業者数の変遷
経済センサスによる事業所数の推移。
| 年                 | 事業者数 |
| ------------------ | -------- |
| 2016年（平成28年） | 161      |
| 2021年（令和3年）  | 184      |

### 従業員数の変遷
経済センサスによる従業員数の推移。
| 年                 | 従業員数 |
| ------------------ | -------- |
| 2016年（平成28年） | 1,417    |
| 2021年（令和3年）  | 1,553    |

## 交通

### 鉄道
当地域に鉄道駅は存在しないが、町域東端部を南北に走る日暮里・舎人ライナーが2008年3月30日に開業し、近隣地域に駅が設けられている。
- 東京都交通局

日暮里・舎人ライナー：舎人公園駅（舎人公園所在）/谷在家駅（谷在家所在）

### 路線バス
- 都営バス

里48・里48-2
- 東武バスセントラル

西01
- 国際興業バス

西11はるかぜ
川15・川15-2・川15-3・赤26・赤23-2（深夜バス）

### 道路
- 東京都道58号台東川口線（尾久橋通り）
- 東京都道106号東京鳩ヶ谷線（鳩ヶ谷街道）

## 施設
保育・教育
- 足立区立皿沼小学校

公園
- 皿沼区民農園
- 皿沼東公園
- 皿沼公園
- 江北北部緑道公園

## 史跡
神社
- 皿沼稲荷神社

寺院
- 皿沼山永昌院（皿沼不動尊）

## 歴史
かつて当地域は隣接する加賀地域とともに鹿浜村の中の小字であった。当初はそれぞれが「加々」と「皿沼」というように別々の小字であったが、後に「加々皿沼」と一つになり、さらに元禄時代頃までに再び「加々」と「皿沼」というように二つに分かれたという。江戸幕府が崩壊して明治時代となると、加々皿沼は武蔵知県事の管轄となり、後に小菅県の所管となった。
1871年（明治4年）の廃藩置県の実施で東京府が設置されると、加々皿沼は「東京府南足立郡加々皿沼村」として公式に村と称した。1889年（明治22年）に周辺8か村を合併して江北村が誕生すると、加々皿沼は江北村の大字となり、約半世紀間の江北村時代を経る。
1932年（昭和7年）の東京府構成5郡80か町村の東京市編入で南足立郡が足立区へと解体再編されると、大字加々皿沼は「東京都足立区加賀皿沼町」として発足した。しかし行政的な立場はめまぐるしく変遷しても、その町並みと人々の暮らしぶりは江戸時代以来変わることなく続き、その変化は1960年代に始まる土地区画整理事業の実施を待つこととなる。
1975年（昭和50年）の住居表示実施により、加賀皿沼町と北鹿浜町の一部区域をもって皿沼一丁目が、加賀皿沼町と周辺諸町（北鹿浜町、谷在家町、上沼田町）の一部区域をもって皿沼二丁目が、加賀皿沼町と周辺諸町（北鹿浜町、上沼田町、西伊興町、古千谷一丁目、舎人町、入谷町）の一部区域をもって皿沼三丁目が設置された。住居表示実施以前の加賀皿沼町、北鹿浜町などの旧町域は多くの飛地を含み、町界は複雑に入り組んでいた。

### 年表
- 1889年5月1日 - 東京府南足立郡加々皿沼村が周辺の村と合併し、江北村が成立。南足立郡江北村大字加々皿沼となる。
- 1932年10月1日 - 南足立郡が東京市足立区となり、大字加々皿沼は全域が加賀皿沼町となる。
- 1968年12月1日 - 加賀皿沼町の一部に住居表示が実施され、鹿浜五丁目に編入される。
- 1975年7月1日 - 加賀皿沼町、北鹿浜町、谷在家町、上沼田町、西伊興町、古千谷一丁目、舎人町、入谷町の各一部に住居表示が実施され、皿沼一-三丁目が設置される。加賀皿沼町の残余の大部分は同日実施の住居表示により、加賀一・二丁目、鹿浜五・八丁目、谷在家三丁目に編入される。
- 1985年2月1日 - 加賀皿沼町の一部に住居表示が実施され、入谷七丁目に編入される。
- 1987年10月10日 - 加賀皿沼町の一部（旧飛地）に住居表示が実施され、西伊興一丁目（17番街区）に編入される。
- 1997年3月1日 - 加賀皿沼町の残存地域（旧飛地）に住居表示が実施され、舎人公園に編入される。この時をもって、加賀皿沼町は飛地も含め全廃された。

## その他

### 日本郵便
- 郵便番号 : 123-0862[3]（集配局 : 足立西郵便局[17]）。